# Личный чемпионат СССР по шахматной композиции 1973
Чемпионат СССР по шахматной композиции 1973 — 11-й личный чемпионат.
П/ф — 631 композиция 117 авторов, опубликованная в 1971—1972. 
Главный судья — Р. Кофман.

## Двухходовки
П/ф — 252 задачи 72 авторов. Финал — 20 задач 11 авторов. 
Судьи: Я. Владимиров, В. Гебельт и В. Мельниченко. 
1. В. Руденко — 50½ баллов;
2. В. Чепижный — 49½;
3. Я. Урсегов — 20;
4. И. Кисис — 19;
5. Е. Рухлис — 15½;
6. А. Копнин — 14;
7. М. Марандюк — 11½;
8. М. Локкер — 9½;
9. Д. Банный — 9;
10. Л. Загоруйко — 6;
11. Ю. Горбатенко — 5.

Лучшая композиция — Руденко.

## Трёхходовки
П/ф — 139 задач 40 авторов. Финал — 19 задач 16 авторов. 
Судьи: В. Брон, В. Гебельт и В. Мельниченко. 
1. В. Руденко — 38½ баллов; 

2. А. Гуляев — 24; 

3. А. Копнин — 22½; 

4. В. Чепижный — 17; 

5. С. Цырулик — 12; 

6. В. Копаев — 10½; 

7—8. А. Калинин и Ю. Горбатенко — по 10; 

9—10. А. Феоктистов и В. Ударцев — по 9; 

11. В. Сычёв — 8½; 

12. Ю. Гордиан — 8; 

13—14. М. Кузнецов и М. Марандюк — по 5; 

15—16. И. Стороженко и А. Ярославцев — по 4½. 
Лучшая композиция — Руденко.

## Многоходовки
П/ф — 88 задач 36 авторов. Финал — 14 задач 10 авторов. 
Судьи: Ф. Бондаренко, Я. Владимиров и Р. Кофман. 
1. В. Савченко — 22½  балла; 

2. И. Дулбергс — 20½; 

3. А. Феоктистов — 20; 

4. А. Лобусов — 19½; 

5. В. Арчаков — 12½; 

6—8. Л. Загоруйко, А. Копнин и И. Ляпунов — по 11½; 

9. М. Кузнецов — 10½; 

10. А. Попандопуло — 10. 
Лучшая композиция — Савченко.

## Этюды
П/ф — 152 этюда 37 авторов. Финал — 25 этюдов 14 авторов.
Судьи: Ф. Бондаренко, В. Брон и Р. Кофман. 
1. Л. Кацнельсон — 38½ баллов; 

2. В. Якимчик — 34½; 

3. Г. Каспарян — 33½; 

4. Э. Погосянц — 33; 

5. Ю. Базлов — 24½; 

6. В. Нейштадт — 23½; 

7. А. Сарычев — 21½; 

8. В. Каландадзе — 13½; 

9. Ю. Землянский — 13; 

10. Д. Гургенидзе — 12½; 

11—12. Д. Петров и А. Копнин — по 11½; 

13. В. Хортов — 10; 

14. Р. Тавариани — 4½. 
Лучшая композиция — Кацнельсон.